# Wilma de Aguiar
Wilma de Aguiar, nome artístico de Vilma Badolato (São Paulo, 18 de junho de 1930 — São Paulo, 18 de junho de 2021), foi uma atriz, radioatriz, locutora, radialista, apresentadora e garota-propaganda brasileira.

## Biografia
Vilma Badolato nascera na capital paulista, em 18 de junho de 1930, Filha de Irene Cibella Badolato. Adotou seu nome para Wilma de Aguiar, Iniciara sua carreira em 1954 na Rádio Bandeirantes São Paulo onde permaneceu até 1957, após sair da Bandeirantes trabalhara noutras rádios até o início da década de 1960.
Na televisão estreara na primeira novela semanal, 2-5499 Ocupado (1963), exibida pela TV Excelsior. Trabalhara ativamente em televisão por quase quarenta anos, tendo trabalhado na TV Tupi, TV Excelsior, RecordTV, TV Bandeirantes, TV Cultura, TV Manchete e SBT. Destacara-se em produções como Redenção (1966), O Profeta (1977), Éramos Seis (1994), Por Amor e Ódio e O Olho da Terra (1997).
Após sua participação no programa Ô... Coitado! em 2000, Wilma se aposentou da carreira e posteriormente passou a residir em uma Casa de Repouso no bairro de Morumbi, na região paulistana.
Após vários anos de enfermidade, faleceu no dia de seu aniversário, em 18 de junho de 2021, com 91 anos de idade, em virtude das complicações decorrentes do Mal de Alzheimer.

## Carreira

### Televisão
| Ano  | Título                             | Personagem                    | Emissora     |
| ---- | ---------------------------------- | ----------------------------- | ------------ |
| 2000 | Ô... Coitado!                      | Maria Odete Cantagalo e Silva | SBT          |
| 1997 | Por Amor e Ódio                    | Esmeralda                     | TV Record    |
| 1997 | O Olho da Terra                    | Elizângela                    | TV Record    |
| 1994 | Éramos Seis                        | Tia Candoca Lemos             | SBT          |
| 1990 | A História de Ana Raio e Zé Trovão | Gioconda Piagentini           | Manchete     |
| 1986 | Memórias de um Gigolô              | Dona Leda                     | TV Globo     |
| 1984 | Meus Filhos, Minha Vida            | Jandira                       | SBT          |
| 1983 | Acorrentada                        | Cláudia                       | SBT          |
| 1982 | A Leoa                             | Beatriz                       | SBT          |
| 1982 | As Cinco Panelas de Ouro           | Dona Zizi                     | TV Cultura   |
| 1981 | O Resto É Silêncio                 | —                             | TV Cultura   |
| 1980 | O Meu Pé de Laranja Lima           | Madre Celeste                 | Bandeirantes |
| 1980 | Um Homem Muito Especial            | Vera                          | Bandeirantes |
| 1979 | Dinheiro Vivo                      | Ema                           | Tupi         |
| 1978 | O Direito de Nascer                | Rosa                          | Tupi         |
| 1977 | O Profeta                          | Aparecida                     | Tupi         |
| 1976 | Papai Coração                      | Fernanda                      | Tupi         |
| 1976 | Xeque Mate                         | Alzira                        | Tupi         |
| 1975 | A Viagem                           | Fátima                        | Tupi         |
| 1975 | Ovelha Negra                       | Luzia                         | Tupi         |
| 1974 | A Barba Azul                       | Olga                          | Tupi         |
| 1973 | Vidas Marcadas                     | Yvete                         | TV Record    |
| 1973 | Vendaval                           | Manuela Cavalcante            | TV Record    |
| 1973 | Meu Adorável Mendigo               | Tia Lúcia Molinari            | TV Record    |
| 1972 | Quero Viver                        | Adelaide                      | TV Record    |
| 1972 | O Tempo não Apaga                  | Hilda                         | TV Record    |
| 1972 | O Príncipe e o Mendigo             | —                             | TV Record    |
| 1971 | Quarenta Anos Depois               | Hortência Di Fraga            | TV Record    |
| 1971 | Pingo de Gente                     | Diretora Solange              | TV Record    |
| 1971 | Editora Mayo, Bom Dia              | Marta                         | Excelsior    |
| 1969 | A Menina do Veleiro Azul           | Hortência                     | Excelsior    |
| 1968 | Legião dos Esquecidos              | —                             | Excelsior    |
| 1968 | Os Diabólicos                      | —                             | Excelsior    |
| 1966 | Redenção                           | Zilda                         | Excelsior    |
| 1965 | Ainda Resta uma Esperança          | —                             | Excelsior    |
| 1965 | Eu Quero Você                      | Carmem                        | Excelsior    |
| 1965 | A Menina das Flores                | —                             | Excelsior    |
| 1964 | A Outra Face de Anita              | —                             | Excelsior    |
| 1964 | A Moça que Veio de Longe           | Conceição                     | Excelsior    |
| 1964 | Folhas ao Vento                    | —                             | Excelsior    |
| 1963 | 2-5499 Ocupado                     | —                             | Excelsior    |

### Cinema
| Ano  | Título                   | Personagem      |
| ---- | ------------------------ | --------------- |
| 1987 | Besame Mucho             | Mãe de Tuca     |
| 1984 | O Baiano Fantasma        | Dona Leonor     |
| 1984 | S.O.S. Sex Shop          | Corina          |
| 1982 | Amor de Perversão        | Mãe de Raimundo |
| 1982 | Tessa, a Gata            | Da Graça        |
| 1975 | Ainda Agarro esse Machão | Cândida         |

## Teatro[10]
- 1992/1995 - Porca Miséria
- 1980 - Campeões do Mundo
- 1978 - O Grande Amor de Nossas Vidas
- 1977 - O Diário de Anne Frank
- 1974/1975 - Um Bonde Chamado Desejo
- 1964 - Círculo de Champanhe